# Stora Munken
Stora Munken är en sjö i Filipstads kommun i Värmland och ingår i Göta älvs huvudavrinningsområde.